# 張勑
張勑（1497年—？），字汝欽，號蒲溪，直隸保定府完縣（今河北省順平縣）人，明朝政治人物，嘉靖己丑進士，官至太常寺卿。

## 生平
嘉靖四年（1525年）乙酉科順天鄉試第四十名舉人，嘉靖八年（1529年），登己丑科三甲第三十名進士。授咸宁县知县，嘉靖十二年九月选授四川道試御史，十三年五月實授，十四年十月黜为民。官至太常寺卿。

## 家族
曾祖張喜，壽官；祖父張彬，曾任教授，封知州；父張宦，曾任行太僕寺卿。前母劉氏（贈孺人）；母蔡氏（封孺人）。慈侍下。